# Товар
Товар е предмет, пренасян чрез влакове, кораби или самолети, обикновено в големи количества
с комерсиална цел. Първоначално товарите трябва да бъдат повдигнати със специални кранове или други технологични средства и натоварени на съответния преносител в специални контейнери.
Товарите може да са живи – животни, птици, растения, бактерии, или хранителни продукти като ориз, масло, олио, картофи, месо, или машини и строителни материали.
Товаренето и разтоварването изискват специално оборудвани места за целта.